# David Mehner (Kirchenlieddichter, 1694)

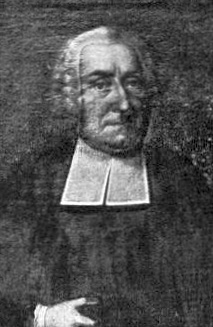
David Mehner

David Mehner (auch: Möhner; * 30. August 1694 in Waldheim; † 1756 in Dresden) war ein deutscher lutherischer Geistlicher und Kirchenlieddichter.

## Leben
David Mehner besuchte ab dem 24. Mai 1707 die Kreuzschule in Dresden und studierte ab dem 27. Juni 1715 an der Universität Wittenberg. Hier erwarb er am 29. April 1719 den akademischen Grad eines Magisters der Philosophie, kehrte nach Dresden zurück und wurde dort Kandidat der Theologie. In jener Eigenschaft unterrichtete er zwei nordamerikanische Prinzen aus Carolina und Georgia, die sich damals in Dresden aufhielten. Er unterwies sie in der deutschen Sprache und in theologischen Angelegenheiten, so dass diese die Taufe erhielten. Danach wurde er Kabinettsprediger der verwitweten Königin und Kurfürstin Christine Eberhardine, 1725 Pastor der Annenkirche in der Dresdner Friedrichstadt und verstarb in jener Funktion. Bekannt geworden ist er als geistlicher Lieddichter. Diese Lieder hatte er in seiner „Sammlung einiger Haus- und Ehestand betreffenden Gesänge“ herausgebracht.

## Werkauswahl
- Kirchenseufzer, bey denen merkwürdigsten Jahres- und Festzeiten zu gebrauchen. Dresden, 1733
- Zufällige Gedanken von den Feinden derer Wohnhäuser, und deren Verwahrung und Erhaltung usw. Dresden, 1738
- Das rühmliche Kleinseyn eines grossen Gottesmannes usw. Dresden, 1750
- Sammlung einiger den Haus- und Ehestand betreffenden Gesänge, zum Theil bey Trauungen zu gebrauchen. Dresden, 1750
- Zwey Predigten vom heiligen Abendmahl, als einer Speise für Gesunde und Kranke usw. Nebst einem Anhange, darinnen des Herrn von Loen Irrthümer davon, angemerket und widerlegt werden. Dresden, 1754